# Charlotte Consorti
Charlotte Consorti est une kitesurfeuse française professionnelle née le 24 octobre 1978 à Levallois, en Île-de-France. Elle est triple championne du monde de vitesse.

## Biographie
Charlotte Consorti a grandi en banlieue parisienne, à Saint-Ouen. C’est cependant en Bretagne et en Italie, lieux de prédilection de ses grandes vacances d'enfance, qu’elle développe sa forte passion pour la mer. Ainsi, après le baccalauréat, elle quitte Paris pour s’installer à Montpellier. Quand elle ne voyage pas à travers le monde, c'est d'ailleurs en Méditerranée qu'elle continue de s'entraîner .

## Parcours sportif

### Débuts
Sa passion pour le kitesurf débute en 1999 à travers un stage à l’école Fildair, à la suite duquel elle s’achète sa première aile de kite, une Wipika 8 mètres .
En 2001, elle se lance dans la compétition en participant au Championnat de France de freestyle et en 2003, elle s’éprend pour la vitesse.
Elle finira deuxième cette même année de l'International Kite Speed à Leucate.

### Palmarès

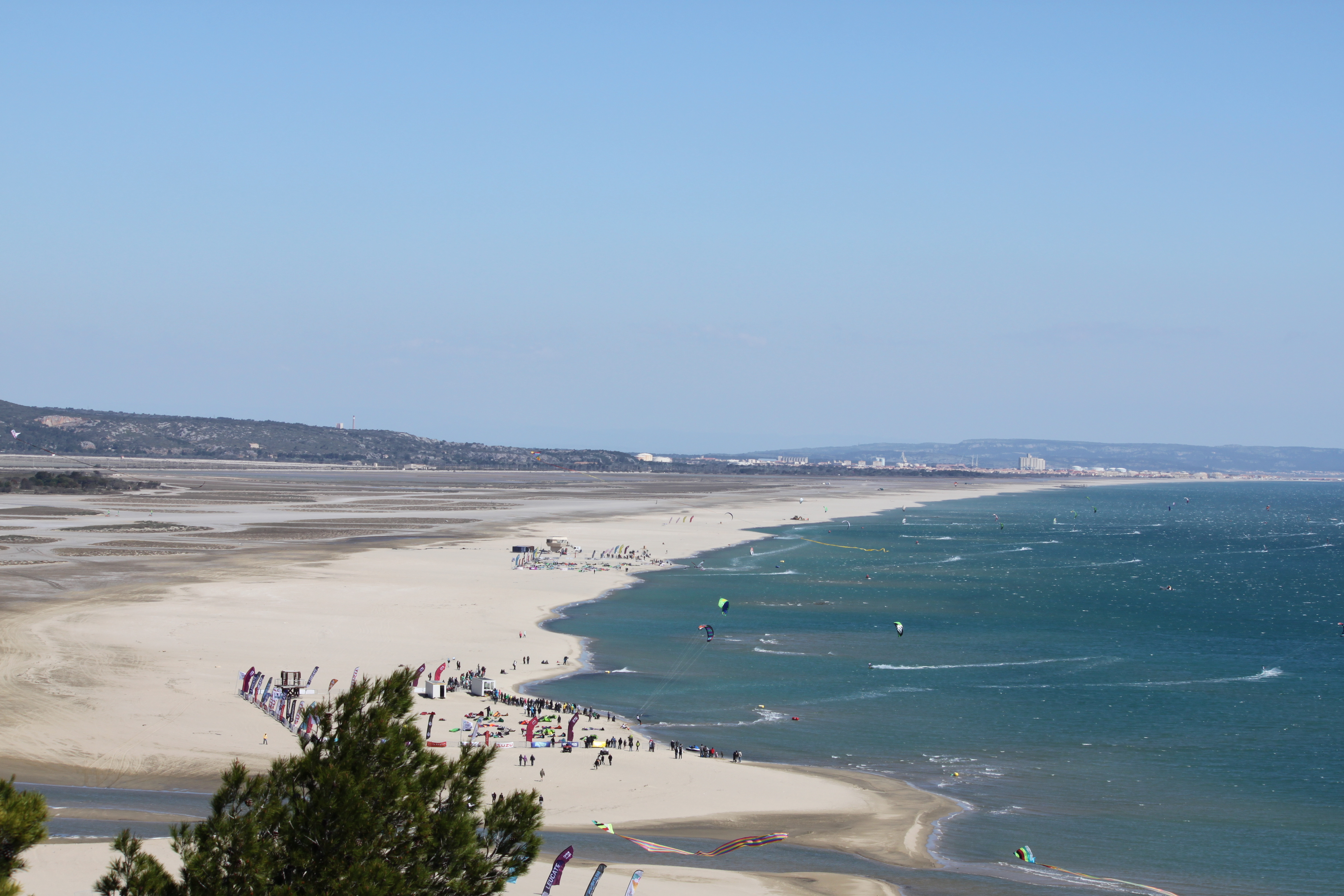
Mondial du vent 2013, Leucate

- 2004 : record du Monde de kitespeed : 33,24 nœuds (61 km/h), à Leucate
- 2005 : record du Monde de kitespeed : 33,47 nœuds (62 km/h), à Leucate
- 2007 : championne du monde de kitespeed
- 2008 : championne du monde de kitespeed
- 2009 : vice championne du monde de kitespeed
- 2010 : femme la plus rapide du monde sur l’eau à la voile

Record du Monde de vitesse : 50,43 nœuds (93 km/h), à Lüderitz en Namibie
- 2012 : championne du monde de  kitespeed à Salin-de-Giraud
- 2013 : 1re place à la Sosh Cup Speed et Longue Distance Pro-Am au Mondial du Vent à Leucate